# Anogmus piceae
Anogmus piceae is een vliesvleugelig insect uit de familie Pteromalidae. De wetenschappelijke naam is voor het eerst geldig gepubliceerd in 1921 door Ruschka.